# Долорес Ламбаша
Долорес Ламбаша (хорв. Dolores Lambaša; 29 березня 1981, Шибеник — 23 жовтня 2013, Славонський Брод) — хорватська актриса.

## Біографія
Долорес Ламбаша народилася 29 березня 1981 року в місті Шибеник (СФРЮ).
У 2006-2013 роки Долорес зіграла в 9-ти фільмах і телесеріалах, а також грала в театрах. У березні 2007 року Ламбаша названа № 84 у списку «Топ 100 найсексуальніших жінок-зірок Хорватії» журналу про спосіб життя «Globus».
З літа 2009 року до вересня 2012 року Долорес перебувала у фактичному шлюбі з бізнесменом Йосипом Радельяком і допомогла йому у вихованні його дочки Лани, чия дружина і мати — актриса Ена Бегович (1960-2000) — загинула в автокатастрофі, коли донечці був місяць. 13 років після загибелі Бегович, 23 жовтня 2013 року близько 6:30 ранку, 32-річна Ламбаша також потрапила в автокатастрофу в Славонському Броді (Хорватія) і померла через декілька годин в госпіталі «Dr. Josip Benčević» від травм несумісних з життям.

## Ролі

### ТБ
- Ruža vjetrova (2012-2013)
- Najbolje godine (2010)
- Zakon Ljubavi (2008)
- Zauvijek susjedi (2008)
- Dobre namjere (2007-2008)
- Odmori se, zaslužio si (2006)

### Кіно
- Tumor (2010)
- Vjerujem u anđele (2009)
- Pravo čudo (2007)

### Театр
- 2006 — Federico García Lorca